# 齊安公主
齐安公主（?—?），宋光宗第三女，李鳳娘所生。
宋光宗未即位前，宋孝宗封孙女为齐安郡主。齐安郡主夭折。宋孝宗禅位给三子宋光宗赵惇，绍熙元年（1190年），光宗追赠女儿为齐安公主。